# Cumberland (řeka)
Cumberland River je řeka protékající státy USA Kentucky a Tennessee. S délkou 1107 km je 21. nejdelší řekou Spojených států, její povodí má rozlohu přes 45 000 km². Průměrný průtok u Smithlandu činí 1055 m³/s a maximální 5918 m³/s. Vzniká v Cumberland Mountains soutokem říček Poor Fork, Clover Fork a Martin Fork nedaleko vesnice Baxter v Harlan County (Kentucky). Vlévá se do Ohia zleva nedaleko Paducah.
Tok řeky prozkoumal v roce 1752 Thomas Walker a pojmenoval ji podle Viléma z Cumberlandu, syna krále Jiřího II. Byla také známá jako Shawnee River podle domorodého kmene Šavanů. Sloužila jako významná dopravní tepna pro osadníky směřující na západ. Je známá také díky bitvě u Fort Donelson v roce 1862, v níž zvítězily jednotky Unie a zajistily si tak cestu k obsazení Tennessee.
Nejvýznamnějšími přítoky jsou Caney Fork a Red River. Na řece leží města Nashville a Clarksville. Populární turistickou atrakcí jsou 21 m vysoké Cumberlandské vodopády, zvané Niagara Jihu a známé svojí měsíční duhou. Horní tok je pro svůj prudký spád využíván vodáky, dolních 740 kilometrů je splavných. Údolí řeky je významnou zemědělskou oblastí, pro kontrolu povodní byly vybudovány přehrady Wolf Creek Dam, Cordell Hull Dam, Old Hickory Dam a Barkley Dam.
Řeka byla známá díky endemickému druhu mlže Theliderma tuberosa, který je vzhledem ke znečištění vody již pokládán za vyhynulý. V květnu 2010 byly na Cumberlandu rozsáhlé povodně, které si vyžádaly v Nashvillu a okolí jedenáct mrtvých, stav vody přesáhl patnáct metrů.